# منطقة إقليم الباسك
إقليم الباسك (بالإسبانية: País Vasco، بالباسكية Euskadi) منطقة تقع في شمال إسبانيا، من سبعة عشر منطقة حكم ذاتي في إسبانيا. عاصمتها هي مدينة فيتوريا-غاستايز، المنطقة مقسمة إلى ثلاث مقاطعات: ألبة، غيبوثكوا وبسكاية. تحافظ بلاد الباسك على بيئة طبيعية ذات جودة عالية معترف بها دولياً، بالإضافة إلى معايير جيدة جدًا لجودة الحياة، سواء فيما يتعلق بالصحة أو التعليم أو الإسكان أو الترفيه أو الرياضة. هناك 40 بلدية يقطن في كل منها 10.000 نسمة. ولقد حصلت مدينة بلباو في أكتوبر 2003 على وسام «أفضل مدينة صحية في إسبانيا». معدل الجريمة مستقر خلال الـ10 سنوات الأخيرة بمعدل 57 نقطة (عدد محاضر الشرطة المفتوحة لكل 1000 نسمة)، بما يؤكد أن بيانات الإجرام تقل بكثير من متوسط المعدل السائد في إجمالي الدولة، الذي وصل متوسطه 97 نقطة عام 2007.
وتتواجد في إقليم بلاد الباسك من أكثر المراكز التعليمية الدولية الأكثر شهرة مثل الكلية الأمريكية في بلباو (المسجلة في ولاية ديلاوير)، والكلية الألمانية في بلباو، والكلية الفرنسية ببلباو، ومدرسة الأخوات الأيرلنديات (ماري وارد)، وكلية سان باتريك، وكلية سان جورج، وغيرها.

## الجغرافيا
يقع إقليم الباسك في شمال إسبانيا، يحدها من الشمال بحر قنطبرية، ومن الجنوب منطقة ريوخة، ومن الشرق منطقة نافارا، ومن الغرب منطقة قنطبرية ومنطقة قشتالة وليون.
تبلغ مساحة إقليم الباسك 7.234 كم² (رابع عشر أكبر منطقة من حيث المساحة في إسبانيا).
الطبيعة الجغرافية لإقليم الباسك بشكل عام جبلية، ومكونة من جبال الباسك وسييرا دي كانتابريا في الجنوب، وأعلى نقطة في هذه السلسلة من الجبال هي جبل أتوكسيري والذي يصل ارتفاعه إلى 1551 مترًا فوق سطح البحر، ويقع بمنتزه أيزكوري.

### الأنهار
أهم أنهار إقليم الباسك:
- نهر إبرُه (Río Ebro)
- نهر إبايثابال (Río Ibaizábal)
- نهر نيرفيون (Río Nervión)
- نهر بيداسوا (Río Bidasoa)
- نهر إغـو (Río Ego)
- نهر أوريـا (Río Oria)

## التنظيم السياسي
تتمتع بلاد الباسك بمجلس نيابي خاص بها وتتكفل مؤسساته المحلية بجباية الضرائب الأساسية ويحظى بدرجة عالية من الاستقلالية الذاتيةِ تسمحُ له بالحكم والإدارة المباشرين في مجالاتٍ مثل: المالية وجباية الضرائب والصناعة وتنشيط الاقتصاد والبحوث والمستحدثات والنقل والإسكان والبيئة والتعليم والصحة والأمن العام، الخ. وثمة اتفاقية اقتصادية قديمة تنظم العلاقات المالية والضرائبية مع الدولة الإسبانية. وتحظى بلاد الباسك بتنظيم إداري خاص بها وعلى كفاءة عالية حيث إنه، وفقًا للبيانات الرسمية الصادرة عن بنك إسبانيا المشيرة إلى الربع الأول من 2008، فإن المجتمع الباسكي هو الإقليم المستقل ذاتيا ذو المديونية الأقل بالنسبة للناتج الداخلي الإجمالي، بنسة 0,7%، وهي نسبة تقل كثيرًا عن متوسط المديونية، والتي تصل نسبتها إلى 5,9%.

## التقسيمات الإدارية
تنقسم منطقة إقليم الباسك إلى 3 مقاطعات رئيسية، والتي تنقسم بدورها إلى 251 بلدية. والمقاطعات الثلاثة هي:
| المقاطعة | الاسم بالإسبانية | عدد السكان | عدد البلديات |
| -------- | ---------------- | ---------- | ------------ |
| بسكاية   | Vizcaya          | 1.152.658  | 112          |
| غيبوثكوا | Guipúzcoa        | 709.607    | 88           |
| ألبة     | Álava            | 319.227    | 51           |

## اقتصاد
منذ أكثر من 100 عام تمثل بلاد الباسك واحدةً من أهم التجمعاتِ الصناعيةِ في إسبانيا، وتحتل واحدة من أكبر البؤر المالية في المحور الأطلسي الأوروبي. سنة 2007 كان انتاجها يعادل ما نسبته 10,7% من إجمال الناتج الداخلي الخام الصناعي في إسبانيا، وهي نسبة كبيرة لمنطقة لا تشكل سوى 4,7% من ساكنة إسبانيا، وامتدادها الجغرافي لا يتجاوز 1,5% من حجم البلد. وفي كل سنة يتم إنشاء 5.000 شركة تجارية ببلاد الباسك، معظمها تقليدي، خاصة في كيفية تكوينها القانوني كشركات ذات مسؤولية محدودة، كما يتزايد ظهو عدد الشركات التي تتخذ صيغًا قانونيةً تتعلق باقتصاديات الشركات والتي يسود فيها العنصر البشري على عنصر رأس المال والتي تعطي الأولوية للعمالة الذاتية لكثير من الشركاء من العاملين.

### التعاونيات
تعتبر النشاطات الصناعيةَ هي التي يتركز فيها أعلى مستوى من الإشغال العمالي من بين الشركات ذات الاقتصاد الاجتماعي، يليها في الأهمية العددية تلك التي تتكامل في قطاع الخدمات، والبناء والزراعة. وفي الإجمال يصل عدد العاملين الباسكيين المالكين لمؤسسات بالمشاركة إلى 68.108، وهم من المشاركين في تسيير أكثر من 2.500 تعاونية وشركة عمّالية.
يوجد لدى الاقتصاد الاجتماعي الباسكي مستوى عمالة يفوق المتوسط وهذه هي صيغة الشركات السائدة في بعض المناطق، لا سيما في التراب الوطني التاريخي في غيبوثكوا. وأكثر مؤسساتها بروزًا هي مؤسسة موندراغون التعاونية (MCC)، وهي أول مجموعة شركات في إقليم إيوْسكادي والأكثر تنوُّعًا وانتشارا في كل الدولة الإسبانية.
توفر التعاونيات الباسكية وظائف لأكثر من 54.500 عاملا؛ ممثلين في كونفدرالية التعاونيات بإقليم إيوْسكادي، المشتمل على 675 شركة تتبع ست فيدراليات؛ فنجد فيدرالية إيركيدي وتجمع في كنفها شركات العمل المشترك (511 شركة و 33.152 عاملا، منهم 23.134 شريكًا)، فيدرالية الائتمان (وتشتمل على شركتيْن، ولها 452 فرعًا و 2.525 موظفًا) و فيدرالية التعليم ( وتشتمل على 76 تعاونية وبها 5.142 عاملا، وأكثر من 4.100 معلم وأكثر من 54.500 طالبًا)؛ ومن جانبها فإن فيدرالية التعاونيات الزراعية تجمع 71 شركة و 621 عاملا، وتعاونية النقل بها 6 شركات و650 عاملا، منهم 581 شريكًا، وأخيرًا فيدرالية تعاونيات الاستهلاك وبها 9 شركات و10.233 عاملا، منهم 7680 شريكا. ويولِّدُ إجمالي الشركات آلتعاونية حجم عمل يصل إلى 10.460 مليون يورو.
وتمثل هذه الكونفيدرالية ما يقارب 95% من الشركاء في تعاونيات بلاد الباسك.وبخصوص الشركات المساهمة العمالية نجد أن وجودها له ثقله الهام في إيوْسكادي، لا سيما في القطاع الصناعي. فال300 شركة باسكية التي تجمع الشركات المساهمة العمالية في إيوْسكادي (ASLE) تعطي وظائف لما يقارب 9.000 من الشركاء من العمال وهو يمثل 16% من إجمالي الدولة في هذا النوع من الشركات.

## اقرأ أيضا
- كوستا باسكا

## روابط خارجية
- (بالإسبانية) الموقع الرسمي لإقليم الباسك
- (بالإسبانية) الموقع الرسمي لإدارة السياحة في إقليم الباسك